# Thornasita
La thornasita és un mineral de la classe dels silicats. El nom reflecteix la seva composició: tori (Thor), sodi (Na) i silici (Si).

## Característiques
La és una zeolita de fórmula química (Na,K)₁₂Th₃[Si₈O19]₄·18H₂O. Va ser aprovada com a espècie vàlida per l'Associació Mineralògica Internacional l'any 1985. Cristal·litza en el sistema trigonal.
Segons la classificació de Nickel-Strunz, la thornasita pertany a «09.GF - Tectosilicats amb H₂O zeolítica; altres zeolites rares» juntament amb els següents minerals: terranovaïta, gottardiïta, lovdarita, gaultita, chiavennita, tschernichita, mutinaïta, tschörtnerita i direnzoïta.

## Formació i jaciments
Va ser descoberta a la pedrera Poudrette, situada al mont Saint-Hilaire, dins el municipi regional de comtat de La Vallée-du-Richelieu, a Montérégie (Quebec, Canadà). També ha estat descrita a la pedrera Demix-Varennes, al municipi regional de comtat de Lajemmerais, també a Montérégie, i a les pedreres d'Aris, a la regió de Khomas (Namíbia). Aquests tres indrets són els únics de tot el planeta on ha estat descrita aquesta espècie mineral.